# دكسيا
كانت شركة دكسيا ، التي يشار إليها أيضًا باسم دكسيا جروب ، مؤسسة مالية فرنسية بلجيكية تنشط في مجال التمويل العام ، وتقدم خدمات التجزئة المصرفية والتجارية للأفراد والشركات الصغيرة والمتوسطة وإدارة الأصول والتأمين ؛ مع المقر الرئيسي في سان خوسيه عشرة نودي ، بروكسل . كان لدى الشركة حوالي 35200 من الموظفين وحصة حقوق المساهمين الأساسية 19.2 يورو   مليار ، اعتبارًا من 31 ديسمبر 2010 ، ووفر للحكومات ومشغلي المالية العامة المحليين الخدمات المصرفية وغيرها من الخدمات المالية. قدمت إدارة الأصول والخدمات خدمات إدارة الأصول والمستثمر والتأمين ، ولا سيما لعملاء خطوط العمل الأخرى. 
في عام 2008 حصل البنك المكلف عمليات الإنقاذ بمبلغ 6 مليار دولار ، وأصبح أول الكبير ضحية 2011 وأزمة الديون السيادية الأوروبية. بسبب الخسائر الكبيرة ، عانى لدى الآخرين من الديون حلاقة على سندات الحكومة اليونانية ، حقوق الملكية خسرت في النصف الثاني من عام 2011,[بحاجة لمصدر] و منظم القرار عملية بدأت في تشرين الأول / أكتوبر 2011. كجزء من القرار ، ديكسيا البنك بلجيكا تم شراؤها من ديكسيا المجموعة من قبل الدولة البلجيكية ، وسوف تستمر في الوجود تحت اسمها الجديد Belfius. الجزء المتبقي من ديكسيا مجموعة اليسار في «البنك السيئ» ، و إما أن تباع أو الجرح.

## الملف الشخصي
في عام 2010 فورتشن 500 العالمية (والتي قوائم الشركات من حيث إجمالي الدخل) ديكسيا كانت في المرتبة 49 ، أعلى مرتبة الشركة البلجيكية.
تأسست الشركة في عام 1996 من خلال اندماج عدة مصارف. ديكسيا جروب تأسست كما المزدوج شركة مدرجة ، ولكن في عام 1999 البلجيكي الكيان تولى الفرنسي الكيان لتشكيل شركة واحدة. ويقع المقر الرئيسي للشركة في بروكسل ، بلجيكا. فرنسا و بلجيكا فقط حقن أخرى جنبا إلى جنب 5.5 بليون يورو (7 مليارات دولار) في ديكسيا.

## روابط خارجية
- الموقع الرسمي
- Dexia Crédit Local France